# テルメズ空港
テルメズ空港（テルメズくうこう、英語: Termez Airport、(IATA: TMJ, ICAO: UTST)） はウズベキスタン・スルハンダリヤ州の州都テルメズにある空港である。

## 発着便
| 航空会社           | 就航地                                 |
| ------------------ | -------------------------------------- |
| モスコヴィア航空   | モスクワ・ドモジェドヴォ               |
| ウズベキスタン航空 | モスクワ・ドモジェドヴォ, タシュケント |
| VIM航空            | モスクワ・ドモジェドヴォ               |

## 事件
- 2023年1月、ロシアのペルミからインドのゴアへ向かうアズール・エア AZV2463便が、電子メールによる爆弾脅迫を受け、パキスタン領空を飛行中に検査のためこの空港に迂回させられました。脅迫は最終的に虚偽であると判断され、幼児2人を含む乗客238人と乗務員7人を乗せたこの便は目的地まで飛行を続けることが許可されました。爆弾脅迫の犯人の名前は「ゾーイ・ハミルトン」と伝えられています。[3]